# Bocksbacka järnvägsstation

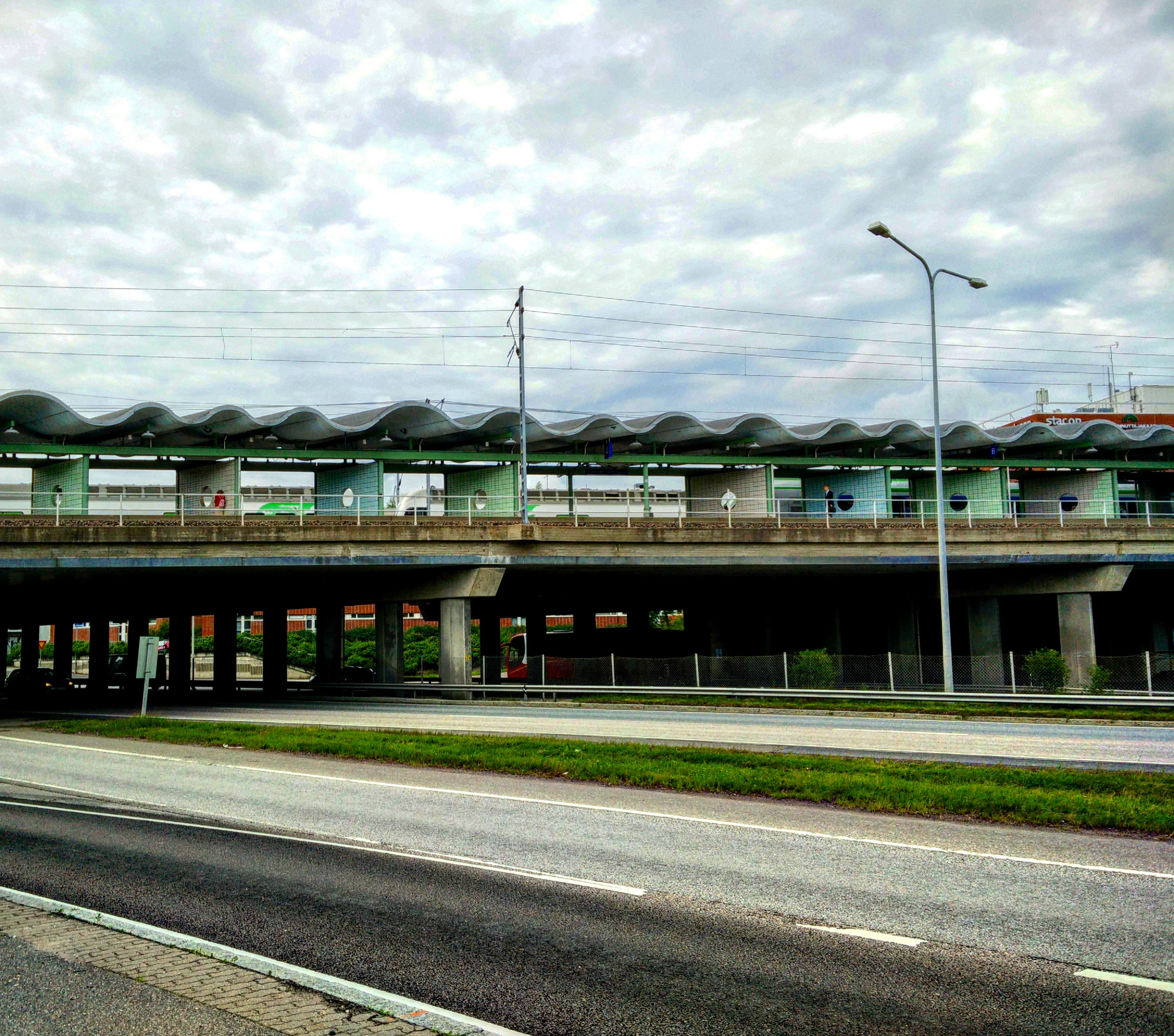
Bocksbacka järnvägsstation i Helsingfors.

Bocksbacka järnvägsstation (Pmk, finska Pukinmäen rautatieasema) är belägen i Helsingforsstadsdelen Bocksbacka, längs Kervo stadsbana, cirka nio kilometer från Helsingfors järnvägsstation, och trafikeras av närtågslinjerna I och P, K och T.
Bocksbacka station är speciell på det sättet att den ligger rakt ovanför Ring I:an, vilket gör att förbindelserna mellan buss och tåg går mycket smidigt.

## Galleri

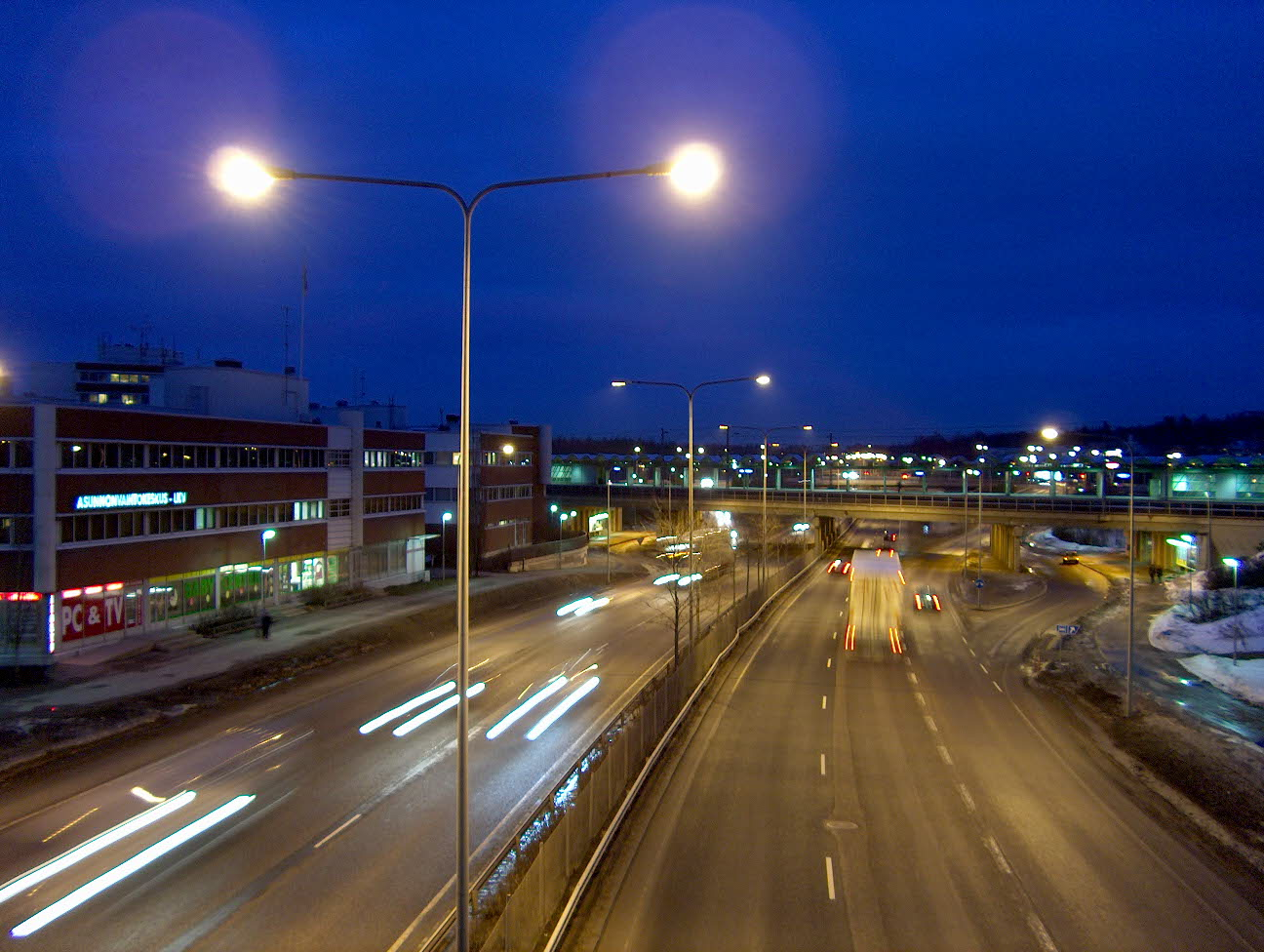
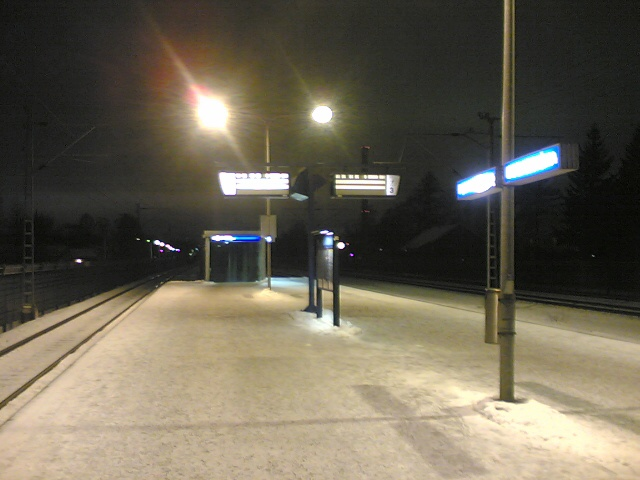
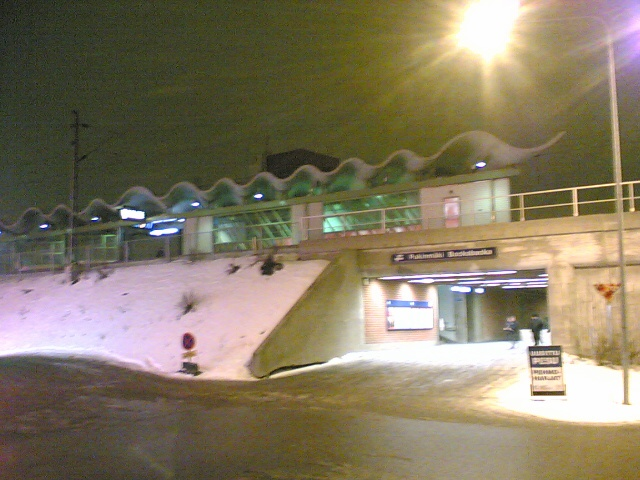
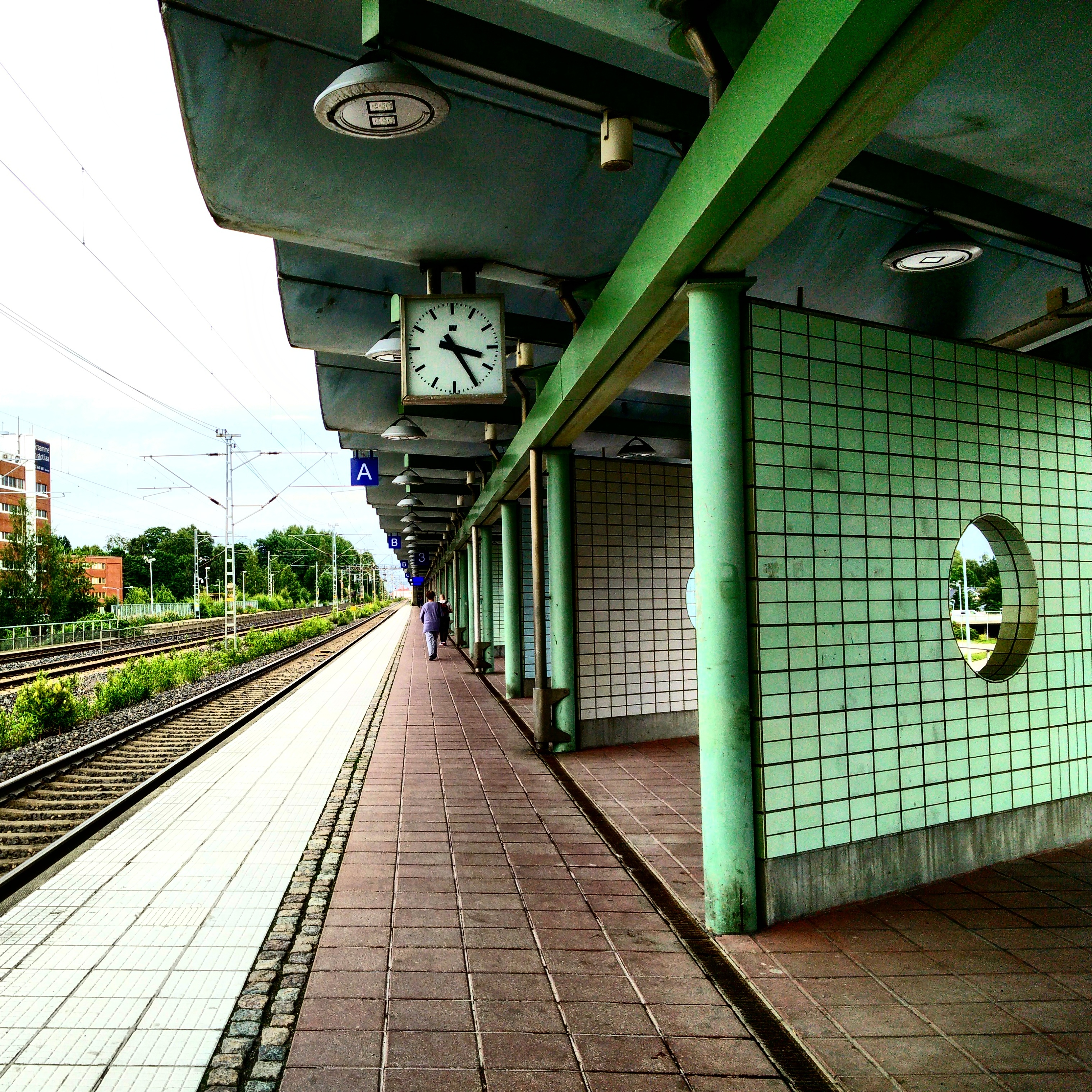